# 达格玛·鲍尔
达格玛·鲍尔（德語：Dagmar Bauer，1961年9月28日—），德国女子赛艇运动员。她曾代表东德参加世界赛艇锦标赛，获得一枚金牌和一枚银牌，其中金牌来自女子四人单桨有舵手项目，银牌则来自女子八人单桨有舵手项目。